# غوركا غارسيا
غوركا غارسيا زوبيكاراي (بالإسبانية: Gorka García)‏ (ولد في 8 فبراير 1975 في أنتزولا، غيبوثكوا) هو لاعب كرة قدم إسباني متقاعد. كان يلعب في المركز الأيسر من الملعب، وكان يلعب في مركز الدفاع أو مركز خط الوسط.

## وصلات خارجية
- غوركا غارسيا على موقع قاعدة بيانات كرة القدم.إي يو (الإنجليزية)
- غوركا غارسيا على موقع Soccerway.com (الإنجليزية)

- BDFutbol profile
- Futbolme profile (بالإسبانية)